# アトルバスタチン
アトルバスタチン（Atorvastatin）は、リピトール（Lipitor）などの商品名で販売されている高リスクの心血管疾患の予防と異常な脂質レベルの治療に用いられるスタチン薬である。スタチンは、心血管疾患の予防の一次治療に用いられる医薬品である。投与法は経口である。
一般的な副作用には、関節痛、下痢、胸やけ、吐き気、筋肉痛などがあげられる。重度の副作用には、横紋筋融解症、肝臓障害、糖尿病などがあげられる。妊娠中の人への投与により胎児に害を及ぼす可能性がある。
すべてのスタチンと同様に、アトルバスタチンの作用機序は、肝臓でのコレステロールの生成するために働く酵素であるHMG-CoAレダクターゼを阻害することによって効果がある。
アトルバスタチンは1986年に特許認可され、1996年に米国で医薬品として承認された。日本では2000年3月に承認された:54。後発医薬品として入手でき、比較的に低価格で購入できる。

## 効能・効果
アトルバスタチンの主な用途は、脂質異常症の治療と心血管疾患の予防である。

### 日本
- 高コレステロール血症
- 家族性高コレステロール血症

### オランダ
- ジェネリックシンスタチンより強力とされる脂質修飾薬で、主に心血管疾患に使用される[7]

### 米国

#### 脂質異常症
- 高コレステロール血症[8]（ヘテロ接合性家族性および非家族性）および混合型脂質異常症（フレドリクソンIIa型およびIIb型）では、総コレステロール値、LDL-C値[9]、アポB値[10]、トリグリセリド値[11]、CRP[12]を低下させるとともに、HDL-C値を上昇させる。

- 小児のヘテロ接合性家族性高コレステロール血症[8]
- ホモ接合性家族性高コレステロール血症[8]

- 高トリグリセリド血症（フレドリクソンIV型）
- 原発性異常βリポタンパク質血症（フレドリクソンIII型）
- 複合型高脂血症[14]

#### 心血管疾患
- 年齢、喫煙、高血圧、低HDL-C、初期心疾患の家族歴などの危険因子を有するが、冠動脈疾患を発症していない人の、心筋梗塞、脳卒中、血行再建術の必要性の一次予防[15]
- 心筋梗塞、脳卒中、不安定狭心症[16][17]の二次予防、冠動脈疾患が確立している患者の再灌流治療[18][19]
- 2型糖尿病患者における心筋梗塞および脳卒中の予防[20][21][22]

## 禁忌

### 日本
- 肝代謝能が低下していると考えられる以下のような患者：急性肝炎、慢性肝炎の急性増悪、肝硬変、肝癌、黄疸
- グレカプレビル・ピブレンタスビルを投与中の患者
- 妊婦又は妊娠している可能性のある女性及び授乳婦

### 米国
- 活動性肝疾患：胆汁鬱滞、肝性脳症、肝炎、黄疸など
- 原因不明のAST、ALT値の上昇
- 妊娠中の患者：アトルバスタチンは、胎児の発育に不可欠な血清コレステロール値やトリグリセリド値に影響を与えることにより、胎児に悪影響を及ぼす可能性がある。
- 授乳中の患者：アトルバスタチンは特に研究されていないが、他のスタチン系薬剤は少量であれば母乳に移行することがわかっている。授乳中の乳児の脂質代謝を阻害する危険性があるため、アトルバスタチンは授乳に適合しないと考えられている[23]。
- 顕著なCPK値の上昇、またはアトルバスタチン投与開始後にミオパチーが疑われたり診断された場合：ごくまれに、アトルバスタチンは横紋筋融解症を引き起こすことがあり、ミオグロビン尿による急性腎不全につながる重篤な症状となることがある。横紋筋融解症が疑われたり、診断された場合は、アトルバスタチンの治療を直ちに中止すべきである。シクロスポリン、フィブラート誘導体、エリスロマイシン、ナイアシン、アゾール系抗真菌薬との併用でミオパチーが発生する可能性が高くなる。

## 副作用
重大な副作用は、
- 横紋筋融解症、ミオパチー
  - 筋肉痛、脱力感、CK上昇、血中、尿中ミオグロビン上昇
- 免疫介在性壊死性ミオパチー
  - 近位筋脱力、CK高値、炎症を伴わない筋線維の壊死、抗HMG-CoA還元酵素（HMGCR）抗体陽性など
- 劇症肝炎、肝炎、肝機能障害、黄疸
- 過敏症
  - 血管神経性浮腫、アナフィラキシー反応、蕁麻疹など
- 無顆粒球症、汎血球減少症、血小板減少症
- 中毒性表皮壊死融解症、皮膚粘膜眼症候群、多形紅斑
- 高血糖、糖尿病
- 間質性肺炎

である。
5%以上の患者に、AST上昇、ALT上昇、γ-GTP上昇、CK上昇、テストステロン低下が発現する。
2型糖尿病はごく少数の患者に認められ、すべてのスタチン系薬剤のクラス効果としては珍しいものである。しかし、致命的および非致命的な脳卒中、致命的な冠動脈疾患、ならびに非致命的な心筋梗塞を予防するスタチン治療の効果は大きい。殆どの患者にとって、スタチン治療の利点は、糖尿病発症のリスクを遥かに上回っている。最近のメタアナリシスでは、255人の患者にスタチンを4年間投与する毎に、主要な冠動脈イベントが5.4件減少し、新たに糖尿病を発症したのは1件のみであった。
クレアチンキナーゼ（CK、別名CPK）の上昇を伴うミオパチーと横紋筋融解症が最も重篤な副作用であり、アトルバスタチン服用者の1万人年あたり2.3～9.1人の割合でまれに発生する。前述のように、このような症状が出た場合は、アトルバスタチンを直ちに中止しなければならない。
持続的な肝酵素異常（肝トランスアミナーゼの上昇）が報告されている。プラセボではなくアトルバスタチン10mg-80mgを投与した人の0.5%に正常値の3倍の上昇が記録された。アトルバスタチン投与開始前に臨床検査で肝機能を評価し、その後も臨床的に必要に応じて繰り返すことが推奨されている。アトルバスタチン服用中に重篤な肝機能障害の証拠が得られた場合は、肝機能障害の原因が明らかになるまで服用を中止し、再開してはならない。他の原因が見つからない場合は、アトルバスタチンを永久に中止すべきである。

## 相互作用
フィブラート系薬剤は、重度または難治性の混合型高脂血症に対して、スタチン系薬剤との併用または単剤で使用することができる薬剤群である。アトルバスタチンとフィブラート系薬剤（ゲムフィブロジル、フェノフィブラートなど）を併用すると、ミオパチーや横紋筋融解症のリスクが高まる可能性がある。
アトルバスタチンとイトラコナゾール、テリスロマイシン、ボリコナゾールなどのCYP3A4阻害剤のいずれかとの併用により、アトルバスタチンの血中濃度が上昇し、副作用が生じる可能性がある。これは、ジルチアゼム、エリスロマイシン、フルコナゾール、ケトコナゾール、クラリスロマイシン、シクロスポリン、プロテアーゼ阻害薬、ベラパミルなどのCYP3A4阻害剤では起こりにくく、アミオダロンやアプレピタントなどのCYP3A4阻害剤ではまれにしか起こらない。CYP3A4誘導剤であるボセンタン、ホスフェニトイン、フェニトインがアトルバスタチンの血漿中濃度を低下させることがよくある。しかし、ごくまれに、同じくCYP3A4誘導剤であるバルビツール酸塩、カルバマゼピン、エファビレンツ、ネビラピン、オクスカルバゼピン、リファンピシン、リファマイシンがアトルバスタチンの血中濃度を低下させることがある。経口避妊薬を併用している場合。ノルエチステロンとエチニルエストラジオールのAUC値が増加する。アトルバスタチンを服用している女性が経口避妊薬を選択する際には、これらの増加を考慮する必要がある。
制酸薬は、まれにスタチン系薬剤の血漿中濃度を低下させることがあるが、LDL-C低下作用には影響しない。
また、ナイアシンはミオパチーや横紋筋融解症のリスクを高めることが確認されている。
また、スタチン系薬剤の中には、ワルファリンやジゴキシンなどの他の薬剤の濃度を変化させるものがあり、その結果、効果が変化したり、臨床的なモニタリングが必要になることがある。アトルバスタチンによりジゴキシン濃度は、曲線下面積（AUC）で1.2倍に上昇し、軽度の薬物相互作用となる。米国心臓協会は、ジゴキシンとアトルバスタチンの併用は妥当であるとしている。他のいくつかのスタチン系薬剤とは対照的に、アトルバスタチンは臨床的に意味のある方法でワルファリン濃度と相互作用しない（ピタバスタチンと同様）。
ビタミンDの補給は、アトルバスタチンおよび活性代謝物の濃度を低下させ、LDLおよび総コレステロールの濃度を相乗的に低下させる。
グレープフルーツジュースの成分は、腸内CYP3A4の阻害剤として知られている。アトルバスタチンとグレープフルーツジュースを一緒に飲むと、Cmaxおよび曲線下面積（AUC）が増加する可能性がある。この結果を受けて、2000年には、アトルバスタチンを服用している人は、“管理されていない状態で”グレープフルーツジュースを摂取しないように勧告された。主に低用量のアトルバスタチンに対するグレープフルーツジュース摂取の影響を調べた小規模な研究（主に若年者を対象）では、グレープフルーツジュースがアトルバスタチンの血中濃度を上昇させ、副作用のリスクを高める可能性があることが示されている。心血管疾患（心臓発作や虚血性脳卒中など）の既往歴がある患者や心血管疾患のリスクが高い人に処方されることが多い最高用量のアトルバスタチン（1日80mg）を服用している患者を対象に、グレープフルーツジュースの摂取による影響を評価した研究はない。アトルバスタチンを服用している患者は、グレープフルーツジュースを摂取する前に、医師または薬剤師に相談しべきである。グレープフルーツジュースの摂取によるアトルバスタチンへの影響は、ジュースの成分、品質、ジュースの調製方法がロットやブランドによって異なることに加えて、ジュースを摂取する量や頻度などの要因によって異なる。
アトルバスタチンとコルヒチンを併用した場合、ミオパチーが数例報告されている。

## その他

### 腎障害
心血管疾患のある人において、アトルバスタチンを含むスタチン系薬剤は、腎不全のリスクを減少させないが、進行する腎機能の低下と尿中のタンパク質排泄の重症度をわずかに減少させることが示されている。心臓手術の前にアトルバスタチンを含むスタチンを投与しても、急性腎不全を予防することはできない。
心臓カテーテル検査、冠動脈造影検査（CAG）、経皮的冠動脈インターベンション（PCI）などのインターベンション治療を受ける慢性腎臓病（CKD）の既往がある患者（eGFR＜60mL/min/1.73m2）では、造影剤（CM）投与前にアトルバスタチン療法を行うことで、造影剤による急性腎障害（CI-AKI）のリスクを低減することができる。21件のRCTを対象としたメタ分析の結果、高用量（80mg）のアトルバスタチン療法は、通常用量や低用量のスタチン療法に比べて、CI-AKIの予防効果が高いことが確認された。また、アトルバスタチン療法は、CM投与後の院内透析の予防にも役立つが、CI-AKIに関連する全死亡率を低下させるというエビデンスはない。以上のことから、スタチン製剤の投与量にかかわらず、無治療やプラセボと比較して、CI-AKIのリスクを低減する効果があると結論づけている。

### 多剤併用
アトルバスタチンは、胆汁酸分泌抑制薬やエゼチミブと併用することで、コレステロール値の低下効果を高めることができる。また、心血管疾患のリスクが高い2型糖尿病患者の脂質異常症を管理するために、スタチン系薬剤とフィブラート系薬剤を併用することもある。しかし、スタチンのグルクロン酸抱合により横紋筋融解症のリスクが高まる可能性があるため、ゲムフィブロジルとの併用は避けることが推奨されている。
多くのスタチン系薬剤は、最適な効果を得るために就寝時に投与する必要があるが、アトルバスタチンは、1日1回、同じ時間に継続して投与する限り、どの時間帯でも投与可能である。

## 作用機序
アトルバスタチンは、他のスタチン系薬剤と同様に、HMG-CoA還元酵素の競合阻害剤である。アトルバスタチンは、他のスタチンと同様にHMG-CoA還元酵素を競合的に阻害するが、他のスタチンとは異なり、完全な合成化合物である。HMG-CoA還元酵素は、3-ヒドロキシ-3-メチルグルタリル-コエンザイムA（HMG-CoA）からメバロン酸への還元を触媒し、肝臓でのコレステロール生合成の律速段階となっている。この酵素を阻害すると、de novo コレステロール合成が減少し、肝細胞上の低密度リポタンパク質受容体（LDL受容体）の発現が増加する。これにより、肝細胞へのLDLの取り込みが増加し、血中のLDL-コレステロール量が減少する。また、他のスタチン系薬剤と同様に、アトルバスタチンは血中のトリグリセリドを減少させ、HDL-コレステロールをわずかに増加させる。
急性冠症候群の患者では、高用量のアトルバスタチン治療がプラークを安定化させる役割を果たす可能性がある。高用量のスタチンは、抗炎症作用があり、壊死したプラークのコアを減少させ、内皮機能を改善することで、プラークの安定化、時にはプラークの退縮をもたらす。血栓性脳梗塞の再発予防のために高用量のスタチンを使用する場合も、同様の考え方がある。

## 投与量
アトルバスタチンの主な作用部位は肝臓であり、肝臓はコレステロールの合成とLDLのクリアランスを行う主要な部位である。アトルバスタチンの投与量が、LDL-Cの減少の程度と相関しているのは、全身の薬の濃度ではなく、投与量である。コクランのシステマティックレビューでは、アトルバスタチンの血中脂質に対する用量依存性の大きさが決定された。10～80mg/日の用量範囲で、総コレステロールが27.0～37.9%、LDLコレステロールが37.1～51.7%、トリグリセリドが18.0～28.3%減少した。

## 薬物動態

### 吸収
アトルバスタチンは、経口投与されると速やかに吸収され、最大血漿濃度（Tmax）までの時間はおよそ1～2時間である。絶対的なバイオアベイラビリティは約14%であるが、HMG-CoA還元酵素活性による全身への利用率は約30%である。アトルバスタチンは高い腸管クリアランスと初回通過代謝を受け、これが全身での利用率が低い主な原因となっている。アトルバスタチンを食事と一緒に投与すると、Cmax（吸収速度）が25%、AUC（吸収の程度）が9%低下するが、食事はアトルバスタチンの血漿LDL-C低下作用に影響を与えない。夕方の投与では、CmaxおよびAUCがそれぞれ30%減少することが知られている。しかし、投与時間はアトルバスタチンの血漿中LDL-C低下作用に影響を及ぼさない。

### 分布
アトルバスタチンの平均分布容積は約381Lである。アトルバスタチンはタンパク質との結合率が高く（98%以上）、母乳中に分泌される可能性が高いことが示されている。

### 代謝
アトルバスタチンの代謝は、主にシトクロムP450 3A4による水酸化によって、活性のあるオルソおよびパラヒドロキシル化代謝物、ならびにさまざまなβ酸化代謝物が生成される。オルソおよびパラヒドロキシル化代謝物は、全身のHMG-CoA還元酵素活性の70%を担っている。オルトヒドロキシ代謝物は、グルクロン酸を介してさらに代謝される。CYP3A4アイソザイムの基質として、CYP3A4の阻害剤および誘導剤に感受性を示し、それぞれ血漿中濃度の上昇または低下を引き起こす。この相互作用は、CYP3A4アイソザイム阻害剤として知られるエリスロマイシンを同時投与してin vitro で検証したところ、アトルバスタチンの血漿中濃度が上昇した。また、アトルバスタチンはシトクロム3A4の阻害剤でもある。

### 排泄
アトルバスタチンは、主に肝胆道排泄により排泄され、尿中には2%以下しか回収されない。胆汁排泄は、肝や肝外の代謝後に続いて行われる。腸-肝間の再循環はないと思われる。アトルバスタチンの排泄半減期は約14時間である。注目すべき点は、HMG-CoA還元酵素阻害作用の半減期が20～30時間であることで、これは活性代謝物によるものと考えられている。また、アトルバスタチンは、腸管のP糖タンパク質排出トランスポーターの基質であり、薬の吸収時に薬を腸管内腔に戻すポンプとなる。
肝不全では、アトルバスタチンの血漿中濃度は、同時に発症している肝疾患に大きく影響される。Child-PughステージAの肝疾患を持つ人は、CmaxとAUCの両方で4倍の増加を示す。Child Pugh Stage Bの肝疾患を持つ人は、Cmaxが16倍、AUCが11倍に増加する。
65歳以上の高齢者では、若年者に比べてアトルバスタチンの薬物動態が変化し、AUCおよびCmaxの平均値がそれぞれ40%および30%高くなった。また、健康な高齢者では、どのような用量でもアトルバスタチンに対する薬力学的な反応が大きいため、この集団では有効用量が低くなる可能性がある。

## 薬理遺伝学的事項
いくつかの遺伝子多型がスタチン関連の副作用の増加と関連している可能性があり、SLCO1B1遺伝子の一塩基多型（SNP）では、この多型を持たない患者と比較して、スタチン関連ミオパチーの発生率が45倍高いことが示されている。
遺伝的変異とアトルバスタチンに対する反応が異なることを示す研究が幾つかある。白人集団でゲノム全般に有意性を示した多型は、アポE領域のSNPであるrs445925、rs7412、rs429358、rs4420638であり、アトルバスタチンを投与した場合、遺伝子型によってLDL-cの反応が異なることが示された。また、白人においてゲノム全般での意義を示したもう一つの遺伝子変異は、LPA遺伝子のSNP rs10455872で、これはリポ蛋白(a)（Lp(a)）レベルを上昇させ、アトルバスタチンに対するLDL-c反応を明らかに低下させる。これらの研究は白人を対象としたものであり、アトルバスタチンの薬物動態や治療効果に影響を及ぼす可能性のある多型を特定するためには、異なる民族を対象とした大規模なコホートを用いたさらなる研究が必要である。

## 臨床試験
2014年のメタアナリシスでは、急性冠症候群患者のプラーク体積の減少において、高用量スタチン療法は中用量または低用量スタチン療法に比べて有意に優れていることが示された。また、高用量のアトルバスタチンとロスバスタチンの効果を比較したSATURN試験でも、これらの知見が確認された。高用量であるにも拘らず、REVERSAL試験の40mgプラバスタチン試験群ではプラークの進行を止めることができなかった。このことは、スタチンの準備、投与期間、プラークの位置などの他の要因もプラーク体積の減少、ひいてはプラークの安定化に影響を及ぼす可能性を示唆している。全体として、プラークの減少は代用的なエンドポイントと考えるべきであり、治療の臨床的有用性を判断するために直接使用すべきではない。また、高用量のスタチン治療を検討する際には、有害事象のリスク増加を考慮する必要がある。